# Symplecis leucostoma
Symplecis leucostoma là một loài tò vò trong họ Ichneumonidae.